# Ceti Chasma
Il Ceti Chasma è una formazione geologica della superficie di Marte.